# Ralph Macchio
Ralph George Macchio Jr. (Huntington, 4 de novembro de 1961) é um ator norte-americano de origem italiana, conhecido pelo seu papel como Daniel LaRusso em Karate Kid - A Hora da Verdade (1984), Karate Kid 2 - A Hora da Verdade Continua (1986) e Karate Kid 3 - O Desafio Final (1989) em que era acompanhado por Pat Morita (Sr. Miyagi), que era seu treinador e melhor amigo. Depois da trilogia, Ralph estrelou ainda como papel de coadjuvante interpretando ainda Daniel Larusso na série Cobra Kai. Outros papéis de destaque dele incluem Johnny Cade em The Outsiders, Eugene Martone em A Encruzilhada e Billy Gambini em Meu Primo Vinny.

## Websérie
Em agosto de 2017, foi anunciado que Ralph Macchio e William Zabka reprisariam o papel de Daniel LaRusso e Johnny Lawrence em um revival dos filmes para o Youtube Red; a websérie, chamada Cobra Kai, se passa 34 anos após o primeiro filme.

## Filmografia

### Filmes
| Ano  | Título                                    | Título (Brasil)                            | Papel                            | Notas                   |
| ---- | ----------------------------------------- | ------------------------------------------ | -------------------------------- | ----------------------- |
| 1980 | Up the Academy                            | Rebeldes da Academia                       | Chooch Bambalazi                 |                         |
| 1982 | High Powder                               | High Powder                                | Eddie                            | Filme para televisão    |
| 1982 | Dangerous Company                         | Companhia Perigosa                         | Denny Brody                      | Filme para televisão    |
| 1983 | The Outsiders                             | Vidas Sem Rumo                             | Johnny Cade                      |                         |
| 1984 | The Karate Kid                            | Karatê Kid - A Hora da Verdade             | Daniel LaRusso                   |                         |
| 1984 | Teachers                                  | A Escola da Desordem                       | Eddie Pilikian                   |                         |
| 1984 | The Three Wishes of Billy Grier           | Os Três Desejos de Billy Grier             | Billy Grier                      | Filme para televisão    |
| 1986 | Crossroads                                | A Encruzilhada                             | Eugene Martone                   |                         |
| 1986 | The Karate Kid Part II                    | Karatê Kid 2 - A Hora da Verdade Continua  | Daniel LaRusso                   |                         |
| 1988 | Distant Thunder                           | Torturado pelo Passado                     | Jack Lambert                     |                         |
| 1989 | The Karate Kid Part III                   | Karatê Kid 3 - O Desafio Final             | Daniel LaRusso                   |                         |
| 1990 | Too Much Sun                              | Os Loucos Casais da Califórnia             | Frank Jr.                        |                         |
| 1992 | The Last P.O.W.: The Bobby Garwood Story  | Garwood: Prisioneiro de Guerra             | Robert Garwood                   | Filme para televisão    |
| 1992 | My Cousin Vinny                           | Meu Primo Vinny                            | Bill Gambini                     |                         |
| 1993 | Naked in New York                         | Nu em Nova York                            | Chris                            |                         |
| 1998 | Dizzyland                                 | Dizzyland                                  | N/A                              | Filme curto             |
| 1998 | The Secret of NIMH 2: Timmy to the Rescue | A Ratinha Valente 2 - O Segredo do Ratinho | Timmy Brisby (voz)               | Filme direto para vídeo |
| 2000 | The Office Party                          | The Office Party                           | Sean                             | Filme curto             |
| 2000 | Can't Be Heaven                           | Can't Be Heaven                            | Hubbie Darling                   |                         |
| 2001 | Popcorn Shrimp                            | Popcorn Shrimp                             | Policial #2                      | Filme curto             |
| 2003 | A Good Night to Die                       | Morte Certa                                | Donnie                           |                         |
| 2006 | Artie Lange's Beer League                 | Os Donos do Pedaço                         | Maz                              |                         |
| 2009 | Rosencrantz and Guildenstern Are Undead   |                                            | Bobby Bianchi                    |                         |
| 2010 | Wax On, F*ck Off                          |                                            | Ele mesmo, escritor de conceitos | Filme curto             |
| 2012 | Hitchcock                                 | Hitchcock                                  | Joseph Stefano                   |                         |
| 2012 | Holiday Spin                              | Holiday Spin                               | Ruben                            | Filme para televisão    |
| 2013 | He's Way More Famous Than You             | Minha Desconhecida Fama                    | Ele mesmo                        |                         |
| 2014 | A Little Game                             | A Little Game                              | Tom                              |                         |
| 2015 | Lost Cat Corona                           | Lost Cat Corona                            | Dominic                          |                         |
| 2017 | Psych: The Movie                          | Psych: O Filme                             | Nick Conforth                    | Filme para televisão    |
| 2018 | A Dog and Pony Show                       | A Dog and Pony Show                        | Aaron                            |                         |
| 2025 | Karate Kid: Legends                       |                                            | Daniel LaRusso                   | Pós-produção            |

### Televisão
| Ano         | Título                           | Papel                                 | Notas                                                             |
| ----------- | -------------------------------- | ------------------------------------- | ----------------------------------------------------------------- |
| 1980–1981   | Eight Is Enough                  | Jeremy Andretti                       | Papel recorrente (19 episódios)                                   |
| 1982        | CBS Afternoon Playhouse          | Tony Barnett                          | Episódio: "Journey to Survival"                                   |
| 1999        | The Outer Limits                 | Dr. Neal Eberhardt                    | Episódio: "The Other Side"                                        |
| 2000        | Chicken Soup for the Soul        | Max                                   | Episódio: "Letters to Suzie"                                      |
| 2000        | Twice in a Lifetime              | Diretor Dan Payello / Phillip Barbosa | Episódio: "My Blue Heaven"                                        |
| 2005        | Entourage                        | Ele mesmo                             | Episódio: "Aquamansion"                                           |
| 2007        | Head Case                        | Ele mesmo                             | Episódio: "Ralph Macchio and Liz Phair"                           |
| 2008–2009   | Ugly Betty                       | Archie Rodriguez                      | Papel recorrente (11 episódios)                                   |
| 2010        | Law & Order: Criminal Intent     | Louis Marciano                        | Episódio: "Inhumane Society"                                      |
| 2010        | Psych                            | Nick Conforth                         | Episódio: "We'd Like to Thank the Academy"                        |
| 2011        | The Whole Truth                  | Frankie Berlito                       | Episódio: "Lost in Translation"                                   |
| 2011        | Dancing with the Stars           | Ele mesmo (competidor)                | Colocado em quarto lugar (17 episódios)                           |
| 2012        | Happily Divorced                 | Frankie                               | Episódio: "Two Guys, a Girl and a Pizza Place" (Parts 1 & 2)      |
| 2013        | Robot Chicken                    | Daniel LaRusso, Gibby, zelador (voz)  | Episódio: "Caffeine-Induced Aneurysm"                             |
| 2013        | How I Met Your Mother            | Ele mesmo                             | Episódio: "The Bro Mitzvah"                                       |
| 2014        | Psych                            | Logan Phelps                          | Episódio: "Remake A.K.A. Cloudy... With a Chance of Improvement"  |
| 2016        | Comedy Central Roast of Rob Lowe | Ele mesmo / torrador                  | Especial de televisão                                             |
| 2017–2019   | The Deuce                        | Oficial Haddix                        | Papel recorrente (17 episódios)                                   |
| 2017        | Whose Line Is It Anyway?         | Ele mesmo                             | Convidado especial (temporada 10, episódio 8)                     |
| 2018        | Kevin Can Wait                   | Alviti                                | 2 episódios: "The Smoking Bun" and "Phat Monkey"                  |
| 2018        | Conan                            | Ele mesmo                             | Episódio: "Conan Without Borders: Japan"; pre-recorded video clip |
| 2018 - 2025 | Cobra Kai                        | Daniel LaRusso                        | Continuação da série de filmes Karate Kid                         |